# Фудбалски савез Кајманских Острва
Фудбалски савез Кајманских Острва (енгл. Cayman Islands Football Association) (КИФА) је главна фудбалска организација Кајманских Острва. Она организује фудбалску лигу и фудбалску репрезентацију Кајманских Острва. Куп такмичење нема.
Савез је основан 1966. године. Данас окупља око 25 клубова. У чланство ФИФА и КОНКАКАФ (Северно-средњоамеричке и карипске конфедерације) примљен је 1992.
Национална лига се организује са прекидима од 1980. године. Најуспешнији клубови су Интернционал (6) и Џорџ Таун (4).
Прву међународну утакмицу Фудбалска репрезентација Кајманких острва је одиграла 26. маја 1982. године против репрезентације Јамајке у Кингстону која је завршила победом Јамајке 3:2  Архивирано на веб-сајту  (17. септембар 2008).
Боја дресова репрезентације је црвена.